# Csolnakoscserna
Csolnakoscserna (románul: Cinciș-Cerna) falu Romániában, Erdélyben, Hunyad megyében. Mai helyén 1962–64-ben létesült, amikor a Csolnakosi-tó kialakításával víz alá került Csolnakos (románul: Cinciș), Cserna (románul: Cerna), Királybánya (románul: Baia Craiului), Balánatelep (románul: Bălana) és Moara Ungurului lakosságát új helyre költöztették.

## Fekvése
Vajdahunyadtól hat kilométerre délre, a Cserna jobb partján, a Csolnakosi-tó északkeleti szegletében, a Iuba-hegyen található. Szabályos, tervezett utcaszerkezetű, 3×5 utcával.

## Nevének eredete
Csolnakos neve a csolnak szóból való, a románban viszont a cinci ('öt') szó képzett alakjaként értelmezték. 1360-ban Cholnukus, 1446-ban Chanokos és Chonokos, 1515-ben Cholnokos alakban említik. Cserna a Cserna folyóról kapta nevét: 1446-ban Charna, 1506-an Cherna.

## Története
Mind Csolnakost, mind Csernát román kenézek telepítették. Csolnakos kenéze 1360-ban Dan, Csernáé 1446-ban Boda, 1506-ban Demeter. Lakói egy 17. századi, de 1448-ra keltezett, hamisított kiváltságlevél alapján egészen a 19. századig nem fizettek adót, ezért Erdély San Marinójaként emlegették. A Hunyadi Jánosnak tulajdonított hamis irat a Csolnokosiakat Hunyadi anyjának második házasságából származó utódaiként azonosította. A Csolnokosi családból származott el a Dunántúlra települt Cholnoky család. Csolnokosi Bálint a 17. század közepén Hunyad vármegye alispánja volt. Ekkoriban mindkét falu kisnemesi családjai a református vallást gyakorolták. Csolnakoson 1660-ban bizonyosan létezett református egyház, majd 1766-ban a vajdahunyadi gyülekezet filiája volt.
1962-ben két teljes falut és négy házcsoportot, összesen nyolcszáz főt költöztettek át a Iuba-hegyre. A lakók magukkal vihették házuk építőanyagát. Az egyik tó parti hegycsúcsra 2003-ban keresztet állítottak az elpusztult települések emlékére.
1910-ben Csolnakosnak 388 lakosa volt, közülük 386 román anyanyelvű; 374 ortodox és 12 görögkatolikus vallású. Csernán 169-en éltek, közülük 146 román és 14 magyar anyanyelvű; 155 ortodox és 12 római katolikus vallású.
Csolnakoscsernának 2002-ben 725 lakosa volt, közülük 711 román és 8 magyar nemzetiségű; 643 ortodox, 56 pünkösdista és 9 római katolikus vallású.

## Az egykori csolnakosi templom
A tóban elpusztult a csolnakosi és a csernai ortodox templom. A tó délnyugati szögletében, egy félszigeten állnak még a királybányai ortodox és viszonylagos teljességben a 18. századi királybányai római katolikus templom romjai (utóbbit néha a csolnakosi templomként fényképezik). Az elpusztult templomok közül nagy jelentőségű volt a középkori eredetű csolnakosi templom. A templom a 14. vagy a 15. században épült, ötszög záródású, keresztboltozatú, gótikus szentéllyel, hálóboltozatú hajóval. Tornyát és pitvarát 1867-ben építették hozzá. 16. századi, reneszánsz stílusú freskóit a falu elárasztása előtt 59 darabban a vajdahunyadi várba vitték. Ezek közül az egyik Hunyadi Jánost, a másik Vajdahunyadot ábrázolta. Az északi falon, az ikonfal mellett Hitetlen Tamás volt látható, mellette reneszánsz betűkkel a „Joannis XX” felirat. A korábbi festésréteget 1776-ban a pitești-i Simion pópa freskóival fedték be. Nyugati oldalán, a félkörívű kapuzat fölötti felirat a 121. zsoltár nyolcadik versét idézte magyarul, egy ismeretlen helyen talált, latin nyelvű felirat pedig a Csolnokosi Mihály és párja, Fejérvizi Ilona által 1649-ben végrehajtott átalakításról tudósított. A freskók alapján valószínű, hogy a reformációt megelőző időszakban római katolikusok és biztos, hogy a 17. század közepén reformátusok, a 18. században pedig ortodoxok használták. A templom 1972-ben dőlt össze végleg.